# 王樹人
王樹人（?—?），四川省嘉定府洪雅縣人，清朝政治人物、同進士出身。
光緒二十一年（1895年），参加光緒乙未科殿試，登進士三甲139名。同年五月，著交吏部掣签分发各省，以知县即用。